# Ignazio Testasecca
Ignazio Testasecca (Caltanissetta, 9 marzo 1849 – Caltanissetta, 9 luglio 1929) è stato un imprenditore, politico e filantropo italiano creato conte da re Umberto I nel 1893.
Ricco imprenditore minerario nisseno, deputato alla camera per otto legislature, viene ricordato in particolare per le sue opere benefiche, tra cui la fondazione dell'Istituto Testasecca di Caltanissetta.

## Biografia

### I primi anni
Ignazio Testasecca nacque a Caltanissetta il 9 marzo 1849, figlio di Gaetano Testasecca, medico di Canicattì, e Anna Maria Curcuruto (1812 - 1897). Il padre morì quando Ignazio era ancora in tenera età e gli zii materni lo affidarono a dei precettori che lo avviarono agli studi classici. Si laureò in legge presso l'ateneo di Catania nel 1872, ma non esercitò mai la professione, per dedicarsi all'amministrazione dei beni di famiglia. Nel 1875 sposò Maria Longo, di Ravanusa.

### Imprenditore minerario
Nel 1886 acquisì una solfara nel bacino Juncio, che ristrutturò e implementò con le più avanzate tecnologie dell'epoca. L'attività mineraria lo fece diventare uno degli uomini più ricchi e importanti del nisseno.

### Attività politica
Esponente del partito conservatore, entrò in politica come membro del consiglio comunale di Caltanissetta. A seguito delle elezioni comunali del 15 giugno 1885, in cui si impose la Destra, venne nominato prima assessore facente funzioni, poi l'11 luglio successivo divenne sindaco di Caltanissetta. Durante il suo breve mandato, terminato il 26 marzo 1886, in città vi fu un'epidemia di colera che pur non causando molti danni, spinse alla realizzazione del collettore fognario della Grazia.
Cessato il mandato da sindaco, si allineò al programma politico di Francesco Crispi e venne eletto deputato alla Camera del Regno come rappresentante del collegio di Caltanissetta, rimanendovi per ben otto legislature consecutive. Contemporaneamente ricoprì diverse cariche pubbliche all'interno della provincia di Caltanissetta, di cui fu consigliere, deputato e presidente del consiglio. Durante la sua considerevole attività politica riuscì a ottenere importanti risultati per la città di Caltanissetta, tra cui l’avvicinamento al centro cittadino della stazione ferroviaria e la costruzione di una nuova caserma militare e del nuovo carcere Malaspina. Ottenne inoltre la fondazione del Regio Istituto Tecnico, per la quale nel 1906 Berengario Gaetani, allora sindaco di Caltanissetta, gli offrì una medaglia d'oro a nome della città in segno di riconoscenza.
Nel 1913 entrò in contrasto con il governo che negava alla città di Caltanissetta la restituzione del reggimento di fanteria, ragione per cui Testasecca si dimise da parlamentare, e alle elezioni politiche del 1913, le prime a suffragio universale maschile, non ripresentò la propria candidatura. Negli ultimi anni della sua vita aderì al fascismo.

### Attività filantropica
Insieme alla moglie Maria Longo, descritta come «una donna di immensa carità», fu artefice di numerose donazioni a enti benefici ed ecclesiastici. In qualità di uomo politico, si adoperò affinché venissero migliorate le condizioni dell'ospizio provinciale di beneficenza, di cui fu nominato direttore onorario.
Nel 1893 stanziò insieme alla moglie mezzo milione di lire – corrispondenti a oltre due milioni di euro del 2015 – per la costruzione di un istituto di mendicità, la cui costruzione cominciò il 23 aprile 1893, in occasione del venticinquesimo anniversario della nozze di Umberto I di Savoia e Margherita di Savoia. Proprio la fondazione dell'istituto, tuttora operante con il nome di "Istituto Testasecca", gli valse il titolo di Conte concessogli da re Umberto I tramite motu proprio, pur su proposta di Francesco Crispi. Nel 1901 il consiglio comunale di Caltanissetta lo proclamò "Benemerito della Patria", e gli intitolò lo "stradone della Grazia", che conduceva all'istituto da lui fondato.

### Gli ultimi anni
Dal 1913 abbandonò la vita politica, continuando ad amministrare gli affari di famiglia e occuparsi del proprio istituto. Negli ultimi anni si ritirò nella villa che fece costruire sulla strada per San Cataldo, dove morì il 9 luglio 1929, all'età di ottant'anni. Da allora è sepolto nella cappella di famiglia al cimitero monumentale degli Angeli di Caltanissetta.

## Riconoscimenti
Al conte Testasecca è intitolato uno dei viali principali del centro storico di Caltanissetta; a Palermo gli è stata intestata una via nel quartiere Brancaccio-Ciaculli.